# Feitoria de Flandres
La Feitoria de Flandres (en français l'usine des Flandres), officiellement fondée en 1508 à Anvers, était une institution portugaise installée dans le comté de Flandre entre le XVe siècle et le XVIe siècle avec pour but la gestion commerciale des marchandises portugaises qui arrivaient au port. D'abord logée à Bruges, elle s'installe ensuite à Anvers avec l'avènement de l'empire colonial portugais qui choisit cette ville pour y faire débarquer ses navires en provenance des Indes orientales et du Nouveau Monde.
Elle peut être comparée à la Casa da Guiné, devenue, en 1503 la Casa da India, à l'intersection des colonies portugaises du Brésil de l'Afrique et des Indes.

## Origine et développement

### Contexte
Dès la seconde moitié du XVe siècle, le Royaume de Portugal se développe grâce aux découvertes portugaises et commence à se créer un empire colonial. Ceci étant entre autres lié à la pénurie d'or, la chute de Constantinople en 1453 ou encore la rupture de la route des épices par l'Asie, imposant la recherche d'autres voies pour le commerce des épices et l'or du Soudan et de l'Empire Monomotapa. Le Portugal est alors le mieux placé pour entrer en contact avec le mythique royaume du prêtre Jean, souverain de l'Éthiopie. 
Les Portugais redistribuaient les marchandises d'Orient et d'Afrique vers l'Europe du Nord, en échange des biens de celle-ci, principalement les métaux, en particulier l'argent et le cuivre du Saint-Empire romain germanique, recherchés en Afrique et en Inde. 
Anvers, quant à elle est devenue une grande place commerciale, surpassant Bruges dont le déclin s'accentue depuis l'ensablement du Zwin, le bras de mer qui reliait autrefois la ville à la mer du Nord. A contrario, Anvers est situé le long de l'Escaut, un fleuve suffisamment long et large qui lui permet d'être protégée de la mer tout en étant logée à l'intérieur des terres, idéalement placée au milieu du comté de Flandre et d'autant plus proche des routes de commerce avec le Saint-Empire romain germanique.

### Installation à Anvers

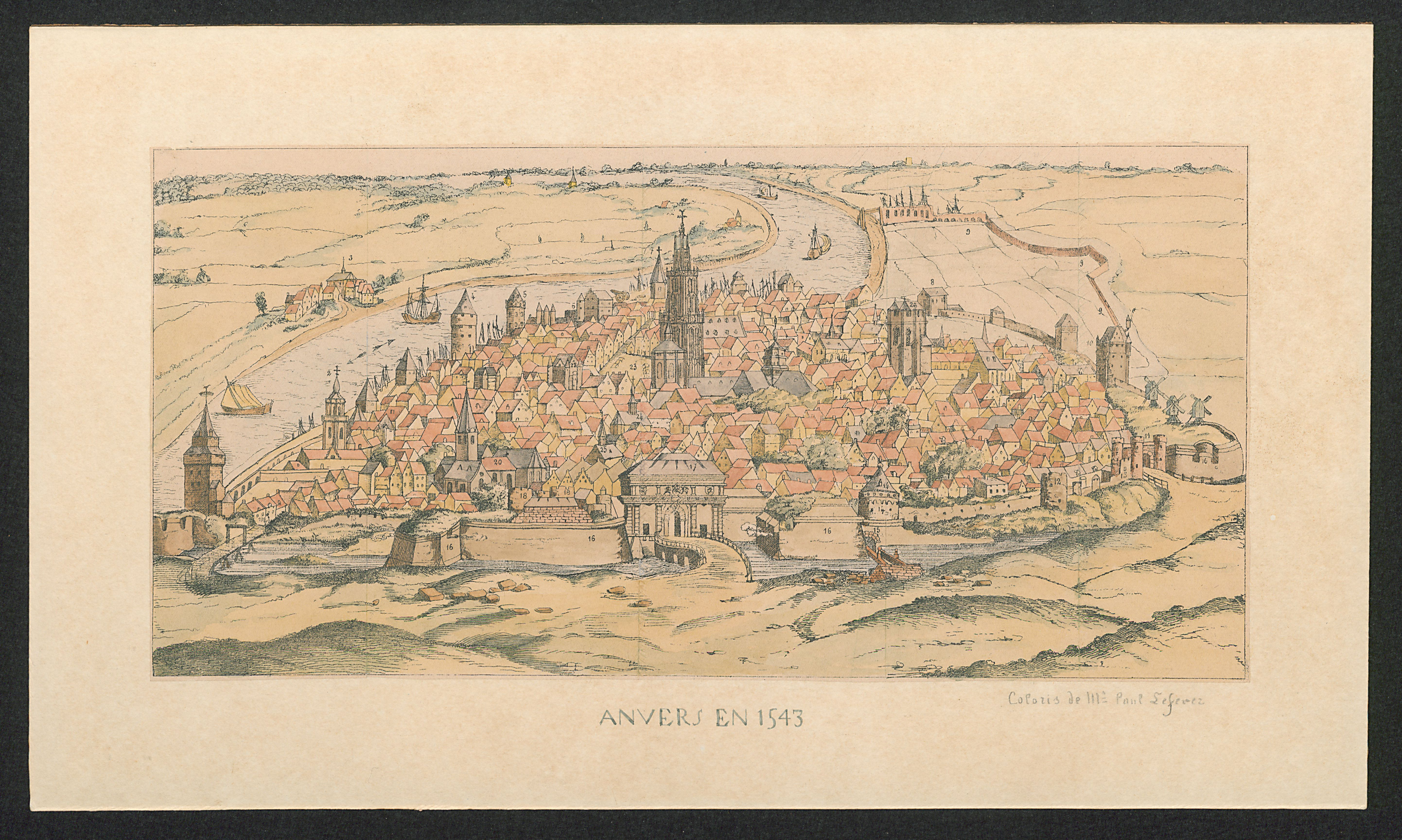
Le développement d'Anvers fut accentué par la présence portugaise et le commerce des épices des Indes orientales.

Dès 1501, les navires portugais jettent l'ancre dans le port d'Anvers pour y amener du poivre de l'Inde, selon Fernand Braudel, qui observe que le roi du Portugal Manuel Ier a choisi Anvers, car « la grosse clientèle du poivre et des épices est l'Europe nordique et centrale ». La feitoria de Bruges, créée au milieu du XVe siècle, y est donc délocalisée.
Autre avantage d'Anvers, les marchands allemands, particulièrement de la Haute-Allemagne se sont installés massivement dans la ville, et ce sont eux qui auraient les premiers préféré le port de l'Escaut à Bruges. 
Les certificats (à partir de 1488) et les lettres échevinales (à partir de 1490) étudiés témoignent de la présence à Anvers de 1 227 Allemands (dont 532 de Cologne) pour seulement 261 Italiens (70 de Gênes), 247 Français (surtout de l'Est et de Rouen), 151 Anglais (dont 69 de Londres), 171 Espagnols et 72 Portugais. À eux seuls, les Allemands représentent près des deux tiers des étrangers venus ou établis à Anvers. Le trafic terrestre l'emporte sur le trafic maritime, par le Rhin avec Venise, Vienne, le Dauphiné, les Bourgognes, Gênes et Milan.
Le vin du Rhin vient au premier rang des denrées importées, avant les métaux et les futaines, à l'exportation, ce sont le sel et les harengs, monnaie d'échange des marchands colonais. Parmi les draps, la production anglaise n'occupe pas la place déterminante qui confirmerait la thèse traditionnelle sur l'origine du développement d'Anvers, rivale de Bruges.

## Déclin
La Couronne portugaise, cherchant à réduire les coûts de l'établissement, décide de rappeler le feitor par décret en 1549.
La présence portugaise se maintient ensuite de manière moins formelle, décline avec la Guerre de Quatre-Vingts Ans entre les Dix-Sept Provinces et l'Union ibérique. La feitoria disparaît officiellement en 1795 alors qu'Anvers subit la Seconde annexion française des États de Belgique.

## Chronologie de la Feitoria de Flandres
- années 1480 : le marchand Jan Thurzo prête de l'argent aux mineurs de Spana Dolina
- 1483 : Diogo Cao atteint l'embouchure du Congo.
- 1488 : Bartolomeu Dias dépasse le cap de Bonne-Espérance
- 1490 : nouvelle technique de séparation des métaux à Schwaz, qui accélère l'histoire des mines d'argent.
- 1491 : les portugais demandent aux africains du cuivre[5] mais n'obtiennent que du fer[6].
- 1492 : Christophe Colomb découvre la Caraïbe
- 1492-1494 : les importations de cuivre suédois à Lübeck ont atteint un niveau exceptionnellement élevé (avec respectivement 2250, 2849 et 1806 Schiffspfund pour les trois années consécutives) [7]
- 1494 : Jan Thurzo veut creuser un puits de 250 mètres à Spana Dolina[8]
- 1495 : Jan Thurzo et Jakob Fugger créent la société Ungarischer Handel à Spana Dolina[8]
- 1494 : traité de Tordesillas qui partage le monde entre les royaumes alliés du Portugal et de l'Espagne
- 1496 : les mines de cuivre suédoises ne peuvent maintenir le rythme de production des années précédentes, probablement motivé par des préparatifs de guerre.
- 1496 : Manuel Ier du Portugal veut épouser la fille des rois d'Espagne, union conditionnée à l'expulsion des juifs portugais, actifs dans l'administration fiscale, l'artisanat, la médecine, l'astrologie, la cartographie, dont une partie devient de nouveaux chrétiens (conversos) et l'autre se réfugie à Anvers.
- 1498 : Vasco de Gama arrive aux Indes.
- 1499 : Vicente Yañez Pinzon, compagnon de Colomb découvre (officieusement) les côtes brésiliennes
- 1500 : Pedro Alvares Cabral découvre officiellement les côtes brésiliennes
- 1500 : Premier bateau portugais chargé d'épices des Indes à Anvers
- 1503 : la Casa da Guiné, devient la Casa da India
- 1503 : Les Fugger exportent 24 % de leur cuivre par Anvers[5]
- 1505 : Manuel Ier donne mission à Francisco de Almeida d'élever des forteresses pour défendre les feitorias (comptoirs commerciaux) déjà fondées en Inde, à Cananor, Cochim et Coulão. À la tête d'une armada, il s'approprie la côte orientale de l'Afrique et bâtit de nouvelles feitorias fortifiées à Sofala et Quiloa pour empêcher l'approvisionnement des Maures en or[1].
- 1506 : éboulements catastrophiques dans les mines de cuivre suédoises de Falun, peut-être dus à l'exploitation trop forcée de la période précédente[9].
- 1506 : 500 manilles de cuivre et 50 esclaves envoyés en Europe  par le roi du Kongo, de Mbanza-Kongo, aux sources de la rivière M'pozo, capitale du royaume Kongo
- 1506 : 800 manilles de cuivre et 50 esclaves envoyés à Sao Tomé (île portugaise) pour obtenir des mousquets. Près de 5 000 manilles seront exportées entre 1506 et 1511[10]
- 1508 : la Feitoria de Flandres officiellement fondée à Anvers
- 1509 : environ 49 % du cuivre des Fuger sort à Anvers, contre 13 % à Venise[11], l'autre plaque tournante vers l'Asie. En 1503, ils n'exportaient que 24 % de leur cuivre par Anvers[1].
- 1514 : 2 300 manilles de cuivre du royaume Kongo partent vers l'Europe
- 1529 : 100 000 manilles de cuivre du royaume Kongo partent vers l'Europe
- 1529 : un grand marché aux esclaves à Pombo sur les rives du Malébo
- 1530 : le roi du royaume Kongo se plaint des dégâts causés par l'esclavage
- 1545 : fondation de la ville de Potosí en Bolivie
- 1557 : krach des emprunts d'État espagnols et français, le Grand Parti de Lyon
- 1591 : grosse quantité de cuivre dans les mines de Boko-Songho